# 競馬が好きだ!
『競馬が好きだ!』（けいばがすきだ）は、ラジオNIKKEI（日経ラジオ社）が放送している、競馬情報のラジオ番組。2008年1月7日スタート。なお、常時ではないが、オッズパークが番組スポンサーとなっている。

## 放送時間
現在
月～木曜日　20:50-21:00　第1放送&ライブストリーミング（PC/携帯）（2019年4月1日 - ）
過去の放送時間
- 17:45 - 17:55（2008年1月7日 - 2010年3月31日）
- 17:45 - 18:00（2010年4月1日 - 同年5月31日・同年10月1日 - ?[いつ?]）
- 17:50 - 18:00（2010年6月1日 - 同年9月30日）
- 再放送 同日20:00 - 20:10（2008年1月7日 - 2010年3月31日・同年6月1日 - 同年9月30日）
- 同上19:55 - 20:10（2010年4月1日 - 同年5月31日・同年10月1日 - ?[いつ?]）
- 20:00-20:10（?[いつ?] - 2019年3月28日）

※同局は月～木曜日が祝日になった場合、通常番組を休止して特番編成となるが、当番組は原則休止は無く、通常通り放送される。なお、2010年12月23日（天皇誕生日）は『ラジオNIKKEIリスナー感謝DAY』を放送したため休止となった。

※同局のニコニコ動画公式チャンネル「ラジオNIKKEIちゃんねる」でも、番組を聴くことができる（有料）。

## 放送内容
同局の競馬担当アナウンサーが日替わりで登場。月曜日はこれに「ご意見番」としてラジオNIKKEI競馬中継スタッフの藤巻崇も加わり、曜日別の内容で、競馬情報を伝える。
月曜日
週末に行われた東西重賞レースの回顧。藤巻が「競馬LIVEへGO!」で予想した結果についてもここで振り返る。

火曜日
今週行われる地方競馬のレースを1レースピックアップし、狙い馬とその根拠を披露する。

水曜日
美浦トレセンレポート。美浦トレーニングセンター所属で、週末の重賞レースに出走予定の馬の関係者へのインタビュー。

木曜日
その日発表された競馬関連ニュースなどを紹介。2023年2月からは『競馬が好きだ!関西便』と題し、関西支社所属のアナウンサー（三浦拓実）が週末の重賞レースの出走馬紹介や過去の重賞レースの実況録音、トピックなどを紹介する。